# Демидов (город)
Деми́дов (до 1918 года Поре́чье) — город (с 1776 года) в России, административный центр Демидовского района Смоленской области. До 20 декабря 1918 года носил название Поречье. Переименован в честь погибшего председателя укома (уездного комитета партии) Я. Е. Демидова.
Население — 6261 чел. (2024).

## География
Город расположен на реке Каспля (бассейн Западной Двины) при впадении в неё реки Гобза, в 92 км от Смоленска.

### Климат
Преобладает умеренно континентальный климат. Лето короткое и дождливое.

## История

### Хронология
В IX—XII веках по рекам Каспля и Гобза в районе будущего города проходили ответвления водного торгового пути Из варяг в греки. Само Поречье впервые упоминается в 1499 году. В 1503 году по договору с Литвой Московское государство обещает в числе прочих «не воевать и Поречскую волость». В 1609 г. село — центр Пореченского стана (упоминается в росписи податей воеводы Шеина. В 1667 году в Поречье насчитывалось 97 дворов, и оброку с них собиралось 291 руб. В этом же году город был окончательно присоединён к России, как дворцовая волость царя Алексея Михайловича. На левом берегу реки Каспля была построена первая каменная церковь — Пятницкая. В 1706 году Поречье посетил царевич Алексей, будучи проездом из Москвы в Польшу. В 1723 году императором Петром I был издан Указ об открытии в городе торговой пристани. В 1737 году на средства купца Петра Кондрыкина был построен Рождественский собор. В 1763 году упоминается о переносе монетного двора из Поречья в Москву. В это же время создаётся таможенная застава.
26 февраля 1776 года Указом императрицы Екатерины II селу Поречье присвоен статус города.
1779 год. Открыта первая городская школа.
1780 год. Составлен генеральный план «из неправильного села город устроился в площадях и прямых улицах».
Утверждён герб города Поречье, изображавший серебряную реку в золотом поле, по которой вниз плывёт стрела.
1784 год. В первой части города построены и открыты здания присутственных мест.
Конец XVIII века. На главной площади из кирпича построены складские помещения Поречской пристани.
1787 год. Город посетила императрица Екатерина II. Жителей — 2 500 человек, домов — 500, 3 каменных церкви.
1804 год. В Поречье имеются: 4 каменных и 2 деревянных казённых дома, 3 харчевни, 11 каменных и 32 деревянных обывательских лавок, 625 обывательских домов.
1812 год. В историю Отечественной войны 1812 года вошли имена руководителей партизанских отрядов купца Никиты Минченкова, исправника Банина, прапорщика Храповицкого, поручика Длотовского.
XVIII-XIX века. По реке Каспля проходит водный торговый путь в прибалтийские страны. Конец XVIII века — первая половина XIX века — расцвет Поречской пристани.
1817 год. Император Александр I утвердил новый план города.
1852 год. Поречский купец Иосиф Вишкарёв начал строительство собора Успения Пресвятой Богородицы.
1857 год. Иждивением купцов Куксиных построена Покровская церковь.
1861 год. В Поречье значились:
Церквей каменных — 5,
Церквей деревянных — 1,
Часовен — 2,
Домов каменных — 9,
Домов деревянных — 842,
Лавок каменных — 37,
Лавок деревянных — 46,
Городская больница — 1,
Богаделен — 4,

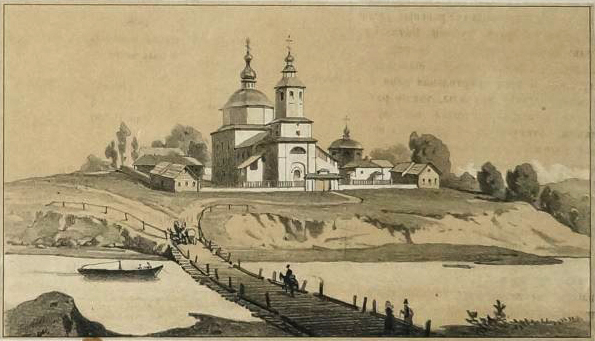
Поречье. Русский художественный листок В. Ф. Тимма. № 8, 1858.

Фабрик и заводов: салотопенных −2, кожевенных 4, канатных −1, кирпичных −7, гончарных −6.
1870 год.
- Общественным собранием открыта Поречская библиотека.

1874 год.
- Построена Благовещенская церковь.

Конец XIX века.
- Купец Николай Вишкарёв построил женскую гимназию.

1903 год.
- Организация библиотеки.

1918 год.
- 20 декабря. Город Поречье переименован в честь погибшего председателя укома (уездного комитета партии) Я. Е. Демидова в город Демидов, а Поречский уезд — в Демидовский.
- Первый выпуск уездной газеты.

1926 год.
- Построен деревянный мост через реку Каспля.

1930 год.
- Открыт сельскохозяйственный техникум.

1931 год.
- Начато строительство льнозавода.

1934 год.
- Организована МТС.

1935 год.
- Год рождения средней школы № 1.

1936 год.
- Открыта гармонная фабрика.

### Годы Великой Отечественной войны
Оккупация немецко-фашистскими войсками города Демидова длилась 800 дней. Были полностью уничтожены все промышленные предприятия, 774 жилых дома, больница, учебные заведения, библиотека, Спасская и Пятницкая церкви, взорваны мосты через реки. До оккупации в городе проживало 9250 жителей, после оккупации осталось 3695 человек.
22 сентября 1943 года войсками Калининского Фронта в ходе Духовщинско-Демидовской операции город был освобождён силами 43-й, 3-й воздушной армий и Авиацией дальнего действия. Девять уроженцев Демидовского района получили высокое звание Героя Советского Союза:
капитан Хренов, Пётр Дмитриевич,
старший сержант Фрадков Ефим Борисович,
генерал-майор Гусев, Иван Андреевич,
полковник Борисов, Николай Борисович,
политрук Моисеенко, Григорий Яковлевич,
старшина Киселёв, Николай Давыдович,
рядовой Кондратенко, Пётр Егорович,
полковник Кулешов, Иван Захарович,
майор Кузнецов, Дмитрий Игнатьевич.
После освобождения началось восстановление промышленных предприятий, колхозов, учреждений, строительство жилых домов.

### Послевоенные годы
1948 год. Смоленские археологи Е. А. Шмидт и А. А. Хотченков обнаружили на правом берегу реки Гобзы, недалеко от впадения её в Касплю, древнее поселение, датируемое эпохой бронзы. Заложен городской парк.
1950 год. Построено здание районной больницы. Построен учебный корпус техникума механизации сельского хозяйства.
1952 год. Открыта детская библиотека. Открыт Дом работников просвещения.
1953 год. Год рождения средней школы № 2.
1955 год. Новое здание получила средняя школа № 1.
1957 год. Организован дорожно-эксплуатационный участок.
1958 год. Построен комплекс зданий для СПТУ-4 в южной части города. Начала функционировать межколхозная строительная организация(МСО).
1960 год. Построен льнозавод, открыт универмаг, открыта музыкальная школа.
1961 год, декабрь. Подали городу электричество от государственной подстанции.
1962 год. Построен кинотеатр «Луч», школа-интернат.
1963 год. Организован комбинат бытового обслуживания.
1966 год. Открыто ГПТУ-20.
1967 год. Справили новоселье районная и детская библиотеки. В центре города на Советской площади открыт обелиск в честь воинских частей и соединений, освободивших город и район от немецко-фашистских захватчиков. Юные спортсмены стали заниматься в детско-юношеской спортивной школе. Драматический коллектив РДК получил статус народного театра. Открылась новая строительная организация ПМК-510.
1968 год. Завершена электрификация района.
1969 год. Средняя школа № 2 получила типовое трёхэтажное здание во второй части города.
Пущен в эксплуатацию железобетонный мост через реку Гобзу.
1970 год. Год открытия Демидовского участка Смоленской трикотажной фабрики.
1971 год. Открыт детский сад «Одуванчик».
1974 год. В первом пятиэтажном доме на улице Мира жильцы отпраздновали новоселье.
1975 год. В центре города построено трёхэтажное здание Дома связи. Принял первых больных больничный комплекс на западной окраине города.
1976 год. Построено общежитие совхоз-техникума.
1978 год. Начал работать филиал Смоленского ЖБИ — цех керамзитного гравия.
1980 год. Введён в эксплуатацию новый учебный корпус совхоз-техникума.
1985 год. Открыт детский сад «Сказка».
1987 год. Открыт памятник демидовцам, павшим в годы Великой Отечественной войны «Журавли».
1988 год. Типовой районный Дом культуры распахнул перед зрителями свои двери.
1990 год. Открыт историко-краеведческий музей в здании, принадлежавшем до революции семье купцов Минченковых.
1992 год. Детская музыкальная школа реорганизована в школу искусств.
2006 год, декабрь. Город Демидов был подключён к снабжению природным газом.
Источник: МБУК ЦБС Демидовского района. Составитель: В. Е. Афонина.

## Население
| 1856  | 1897  | 1913  | 1931  | 1939  | 1959  | 1970  | 1979  | 1989    | 1992  | 1996  | 1998  |
| ----- | ----- | ----- | ----- | ----- | ----- | ----- | ----- | ------- | ----- | ----- | ----- |
| 3800  | ↗5700 | ↗9500 | ↘5300 | ↗7916 | ↘6901 | ↗8549 | ↗9667 | ↗10 198 | ↘9800 | ↗9900 | ↘9800 |
| 2001  | 2002  | 2003  | 2005  | 2006  | 2007  | 2008  | 2009  | 2010    | 2011  | 2012  | 2013  |
| ↘9600 | ↘8786 | ↗8800 | ↘8400 | ↘8300 | ↘8100 | ↘8000 | ↘7895 | ↘7800   | ↘7300 | ↘7079 | ↘6868 |
| 2014  | 2015  | 2016  | 2017  | 2018  | 2019  | 2020  | 2021  | 2024    |       |       |       |
| ↘6726 | ↘6585 | ↘6460 | ↘6289 | ↘6213 | ↘6104 | ↘6055 | ↗6326 | ↘6261   |       |       |       |

На 1 января 2025 года по численности населения город находился на 1043-м месте из 1124 городов Российской Федерации.

## Местное самоуправление
В 2004 году в ходе реформы местного самоуправления город было образовано Демидовское городское поселение, объединившее город Демидов и 4 ближайшие деревни: Еськово, Исаково, Медведки, Терешины. Площадь территории Демидовского городского поселения всего 78,92 км².
Местное самоуправление осуществляют:
- Совет депутатов (представительный орган муниципального образования), состоит из 13 депутатов. Из числа депутатов избирается заместитель главы Демидовского городского поселения.
- глава (высшее должностное лицо). Избирается Советом депутатов из своего состава большинством голосов от установленного числа депутатов на пять лет. Процедура избрания устанавливается регламентом Совета депутатов.
- администрация (исполнительно-распорядительный орган муниципального образования). Но с октября 2012 года администрация не образуется в связи с тем, что исполнение полномочий администрации городского поселения возложено на администрацию Демидовского района.

## Транспорт
В городе находится автостанция «Демидов». С автовокзала города автобусы отправляются в Смоленск, Великие Луки, Касплю, Велиж, Усвяты, Глазуново.

## Образование
Среднее профессиональное образование предоставляет Демидовское отделение Техникума отраслевых технологий (до 2015 года — Демидовский аграрно-технический техникум)

## Спорт
В Демидове имеется стадион «Юность», построенный в 1983 году. В 2021—2022 годах проведена реконструкция стадиона. Действует Спортивная школа.

## Достопримечательности
- Храм Покрова Пресвятой Богородицы

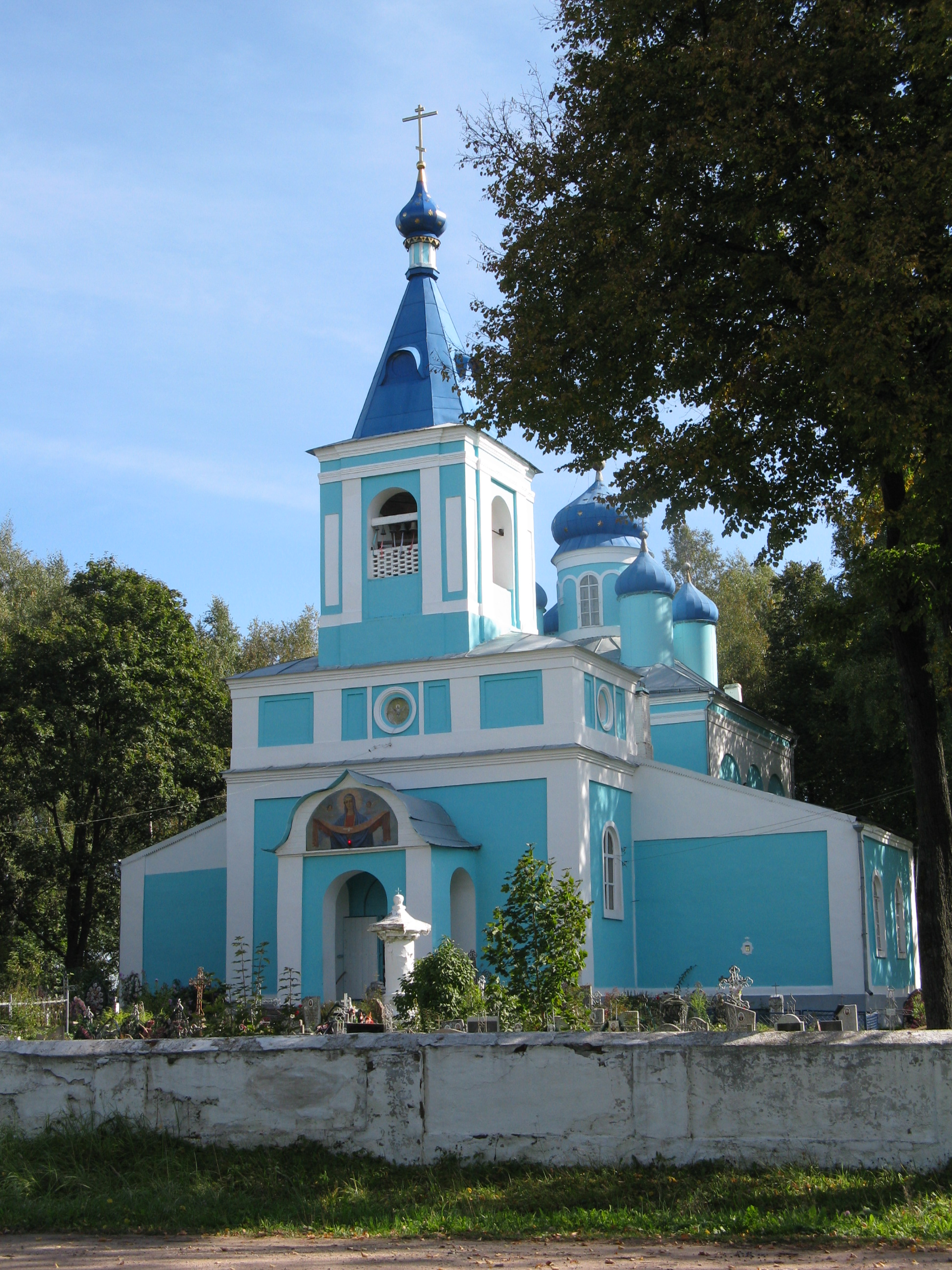
Храм Покрова Пресвятой Богородицы.

Сооружена в 1857 г. на средства купцов Куксиных, придел построен в 1865 г. Кирпичные стены оштукатурены. В объёмной композиции этого запоздалого памятника классицизма и в некоторых деталях декора уже сказывается влияние русского стиля.
Настоятель — отец Александр.
- Храм Благовещения Пресвятой Богородицы. Расположена по адресу: ул. Мареевская, 55., на городском кладбище. Иконостас церкви и киворий относятся к середине 19 века.[4]

Небольшая церковь русского стиля выстроена в 1874 г. по заказу купца А. А. Вишкарёва.
- Храм Успения Пресвятой Богородицы

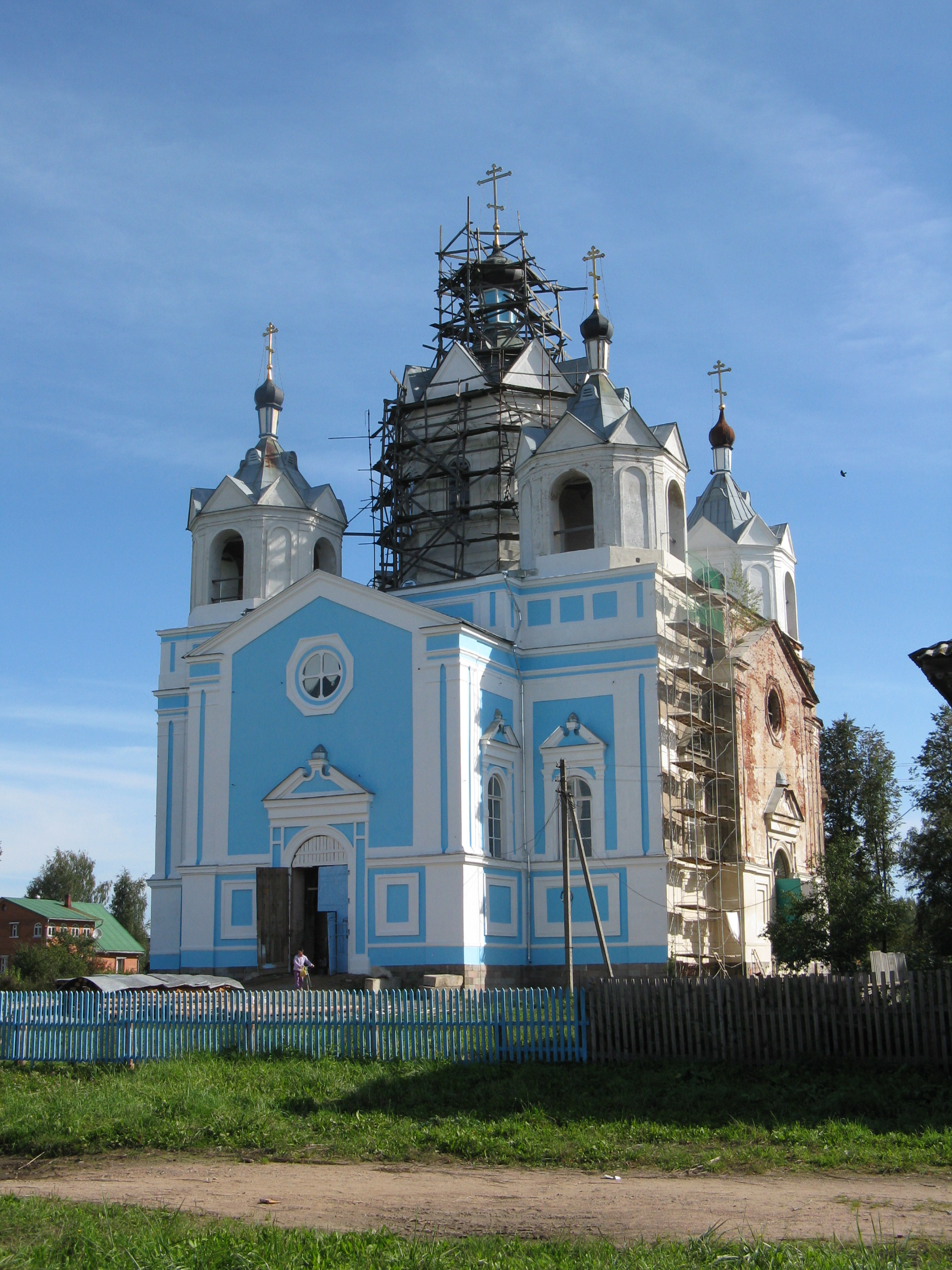
Церковь Успения Пресвятой Богородицы.

Выстроена в 1851—1862 гг. на средства купца Вишкарёва. Кирпичные стены оштукатурены, цоколь облицован мрамором. В объёмном построении этого крупного храма и в его фасадном декоре приёмы классицизма смешиваются с мотивами древнерусского зодчества 17 в. Архитектура здания отличается оригинальностью, хорошими пропорциями и высокой профессиональной культурой в проработке деталей.
Крестово-купольный крещатый храм завершён пятью главами. Четыре угловые были колокольнями и не открываются внутрь храма. Барабаны глав восьмигранные. Каждая грань заканчивается треугольным фронтоном, металлические каркасные шатры над барабанами увенчаны главками, у которых шейки суживаются внизу. Из трёх полукруглых апсид средняя шире боковых. Членения фасадов характерны для классицизма. Обрамления порталов и окон навеяны нарышкинским барокко, над порталами в восьмигранных рамках помещены круглые окна.
Арки внутри храма, перекинутые между крещатыми столбами, несут высокий круглый барабан. В его верхней половине прорезаны окна, а в нижней тосканские пилястры чередуются с неглубокими арочными нишами. Вся декорация интерьера — пилястры на стенах и столбах, архивольты арок, карнизы — имеет классицистический характер. В западной части находились хоры.
В настоящий момент идёт реставрация храма.
- Памятник Юрию Никулину (открыт в октябре 2011 года)[33].
- Дом-усадьба Юрия Никулина.

## Знаменитые уроженцы
- Е. Н. Водовозова (1844—1923) — русская писательница.
- В. А. Гамов — полный кавалер Ордена Славы.
- Ю. В. Никулин (1921—1997) — народный артист СССР, киноактёр, актёр цирка.
- Е. Б. Фрадков (1921—1990) — артиллерист, Герой Советского Союза.
- Н. Н. Солодников (род. 1982) — ведущий канала на Youtube «Ещёнепознер», организатор проектов «Диалоги» и «Открытая библиотека»

## Почётные граждане города
- Ю. В. Никулин (1921—1997) — выдающийся артист цирка и кино, народный артист СССР, Герой Социалистического Труда, лауреат Государственной премии PCФСР.
- З. Н. Усачёв (1897—1982) — советский военачальник, генерал-майор.
- И. Р. Шлапаков (1909—2001) — один из организаторов и руководителей партизанского движения во время Великой Отечественной войны.